# Еловицкие
Еловицкие (пол. Jełowicki, Боженец-Еловицкие) — (полонизованый) дворянский род, происходящий от Переяславских князей, по существующей родовой легенде. От князя Изясла́ва Мстисла́вича Переяславского князя (1142-1146 гг.) и Киевского (1146-1154 гг.) герба собственного имени.
Род внесён в VI часть дворянской родословной книги Волынской губернии.

## Происхождение и история рода
Род сей издревле пользовался дворянскими  имуществами и Княжескимь гербом Еловицкий называемым, Предок рода Гневош Боженец-Еловицкий существуя на Волыни (до 1528) имел недвижимое имение с крестьянами и происходил от князей Переяславских, имел собственный герб называемый Еловицкий и род выводит потомков от Гневоша произошедших. Сыновья Гневоша Антон, Дмитрий и Савин, после смерти отца разделили его поместье (1568). Начиная (с 1573) Еловицкие были послами от Волынского воеводства на все сеймы. 
Иероним-Матвей (Hieronim Jełowicki; 1672—1732) был епископом-суффраганом львовским, секретарем великим коронным и регентом канцелярии великого князя Литовского. 

## Описание герба
Герб Еловицкий
В красном поле на двуножнике белого цвета с вогнутыми ножками и острыми углами (По объяснению Окольского, это крепостные ворота) — крест. На шлеме пять страусовых перьев.
Герб Еловицкий (употребляют Еловицкие, Яловицкие) внесен в Часть 3 Гербовника дворянских родов Царства Польского, стр. 5.